# In the Pocket (James Taylor)
In the Pocket è l'ottavo album in studio di James Taylor, pubblicato nel giugno del 1976.

## Tracce
Brani composti da James Taylor, eccetto dove indicato.
Lato A
1. Shower the People – 4:32
2. A Junkie's Lament – 3:27
3. Money Machine – 4:35
4. Slow Burning Love – 3:43
5. Everybody Has the Blues – 2:01
6. Daddy's All Gone – 3:38

Durata totale: 21:56
Lato B
1. Woman's Gotta Have It – 4:20 (Bobby Womack, Darryl Carter, Linda Cooke)
2. Captain Jim's Drunken Dream – 4:00
3. Don't Be Sad 'Cause Your Sun Is Down – 3:28 (Stevie Wonder, James Taylor)
4. Nothing Like a Hundred Miles – 3:35
5. Family Man – 3:34
6. Golden Moments – 3:35

Durata totale: 22:32

## Formazione
- James Taylor - voce, cori, chitarra acustica, armonica
- Clarence McDonald - pianoforte, Fender Rhodes, organo Hammond
- Nick DeCaro - organo Hammond, ARP, sintetizzatore, fisarmonica
- Peter Asher - tamburello
- Lee Sklar - basso
- Russ Kunkel - batteria, percussioni
- Victor Feldman - vibrafono, percussioni, marimba, piatti
- Herb Pedersen - banjo
- Waddy Wachtel - chitarra elettrica
- Red Callender - basso, contrabbasso, tuba
- Malcolm Cecil - sintetizzatore
- David Lindley - dobro
- Milt Holland - campana
- Bobbye Hall - congas, shaker, triangolo
- Russ Titelman - tamburello basco
- Craig Doerge - tastiera elettronica
- Gayle Levant - arpa
- Willie Weeks - basso
- Jim Keltner - batteria
- Kenny Watson - cembalo
- Stevie Wonder - armonica a bocca
- Oscar Brashear - tromba
- Steve Madaio - tromba
- George Bohanon - trombone
- Ernie Watts - sax
- Michael Brecker - sax
- Carly Simon, Art Garfunkel, Valerie Carter, David Crosby, Bonnie Raitt, Graham Nash, Alex Taylor - cori

Note aggiuntive
- Lenny Waronker - produttore
- Russ Titelman - produttore
- Trudy Portch - assistente alla produzione
- Lee Herschberg - ingegnere del suono, mixaggio
- Lloyd Clifft - assistente ingegnere del suono
- Nick DeCaro - conduttore e arrangiamenti strumenti a corda
- James Taylor - arrangiamenti strumenti a fiato[1]